# Rio Chambal
O rio Chambal é um afluente do rio Yamuna na Índia Central e do Norte, integrando o sistema de drenagem do rio Ganges. Ele flui em direção norte-nordeste pelo estado de Madhya Pradesh, passando brevemente pelo de Rajastão, formando a fronteira entre Rajastão e Madhya Pradesh antes de virar a sudeste para se juntar ao Yamuna no estado de Uttar Pradesh.
É um rio lendário, mencionado em escrituras hindus antigas. O épico hindu Mahabharata refere-se ao rio Chambal como Charmanvati: originado do sangue de milhares de animais sacrificados pelo rei Rantideva.

## História
Na era védica, o nome antigo do rio Chambal era Charmanvati, que significa "rio em cujas margens o couro é seco". Com o tempo, tornou-se conhecido como o rio do "charman" (pele) e foi nomeado Charmanvati.

## Origem, drenagem e foz

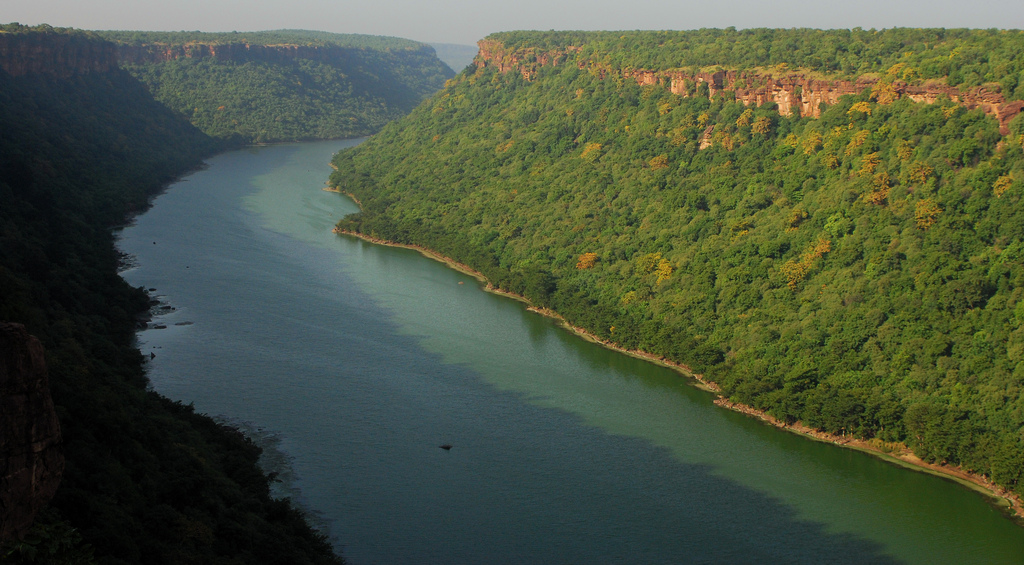
rio Chambal próximo a Kota, Rajastão.

O rio Chambal, com 1.024 km de extensão, nasce nas Quedas de Bhadakla, nas colinas de Janapav, nas encostas norte da escarpa dos Montes Vindhyan, perto de Mandav, a 67,5 km a sudoeste de Mhow, no distrito de Indore, estado de Madhya Pradesh, a uma altitude de cerca de 840,6 m. Inicialmente, o rio flui para o norte por Madhya Pradesh por aproximadamente 376 km e, em seguida, segue uma direção geral nordeste por 249 km através de Rajastão. O Chambal percorre mais 216 km entre Madhya Pradesh e Rajastão e outros 150 km entre Madhya Pradesh e Uttar Pradesh. Ele entra em Uttar Pradesh e flui por cerca de 33 km antes de se unir ao rio Yamuna no distrito de Jalaun, a uma altitude de 123 m, integrando o sistema de drenagem do Ganges.
Da nascente até sua confluência com o Yamuna, o Chambal tem uma queda de cerca de 717,6 m. Desse total, aproximadamente 305 m ocorrem nos primeiros 26 km a partir da nascente. Ele desce mais 195 m nos próximos 312 km, onde entra na garganta após o Forte Chaurasigarh. Nos 157 km seguintes, do Forte Chaurasigarh até a cidade de Kota, o leito cai mais 91 m. No restante de seus 529 km, o rio atravessa o terreno plano do planalto de Malwa [en] e, posteriormente, a Planície Indo-Gangética, com uma inclinação média de 0,21 m/km.
O Chambal é uma bacia alimentada por chuvas, com uma área drenada total de 144.591 km² até sua confluência com o rio Yamuna. A área de drenagem assemelha-se a um retângulo até a junção dos rios Parvathi e Banas, com o Chambal fluindo ao longo de seu eixo principal. A Bacia do Chambal está situada entre as latitudes 22°27'N e 27°20'N e as longitudes 73°20'E e 79°15'E. Ao sul, leste e oeste, a bacia é limitada pelas cadeias montanhosas de Vindhyan e, a noroeste, pela cordilheira Aravalli [en]. Abaixo da confluência dos rios Parvathi e Banas, a bacia torna-se mais estreita e alongada. Nesse trecho, é limitada pela cordilheira Aravalli ao norte e pela cordilheira de Vindhyan ao sul.
As escarpas de Vindhyan, a noroeste, margeiam a margem esquerda do Chambal, sendo principalmente drenadas por ele. O Chambal, que nasce a cerca de 16 km do rio Narmada, parece ser um rio consequente na superfície mesozoica, sobreposto às escarpas, cortando-as diretamente, com afluentes subsequentes em xistos mais macios. O rio Chambal e seus afluentes Kali Sindh e Parbati formaram uma bacia aluvial triangular, a cerca de 200–270 m acima da calha estreita do baixo Chambal em Kota. É um rio de padrão de drenagem anterior típico, sendo muito mais antigo que os rios Yamuna e Ganges, nos quais deságua.
Os afluentes do Chambal incluem Shipra, Choti Kalisindh, Shivna, Retam, Ansar, Kalisindh, Banas, Parbati, Seep, Kuwari, Kuno, Alnia, Mej, Chakan, Parwati, Chamla, Gambhir, Lakhunder, Khan, Bangeri, Kedel e Teelar.
De acordo com Crawford (1969), o vale do rio Chambal faz parte do sistema Vindhyan, composto por arenito maciço, ardósia e calcário, possivelmente de idade pré-cambriana, apoiado na superfície de rochas mais antigas. Colinas e planaltos representam as principais formas de relevo do vale do Chambal. A bacia do Chambal é caracterizada por uma planície ondulada, ravinas e sulcos. O planalto de Hadauti, em Rajastão, ocorre na parte superior da bacia do rio Chambal, a sudeste das Planícies de Mewar. Ele ocorre com o planalto de Malwa a leste. Fisiograficamente, pode ser dividido em terras de escarpa de Vindhyan e planalto de lava de Deccan (Malwa). Segundo Heron (1953), a pediplanície oriental, localizada entre o planalto de Vindhyan e a cordilheira Aravalli, contém uma fina camada de sedimentos quaternários, solo retrabalhado e preenchimentos de canais fluviais. Pelo menos duas superfícies de erosão podem ser reconhecidas na pediplanície, de idade terciária. O planalto de Vindhyan, o vale adjacente do Chambal e o trato aluvial Indo-Gangético (aluvião mais antigo) são de idade do Pleistoceno a uma sub-recente. A topografia de badlands é uma característica marcante do vale do Chambal, enquanto rochas carbonáticas (kankar) se desenvolveram amplamente no aluvião mais antigo.

## Vegetação

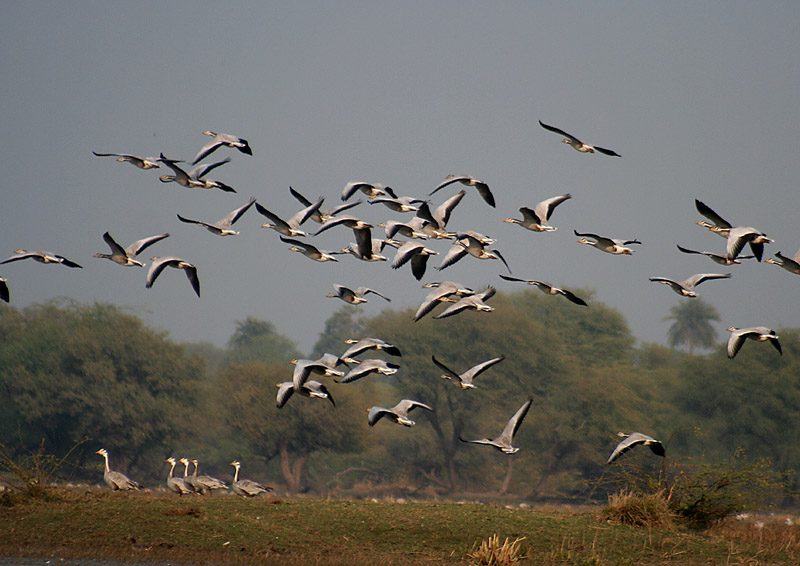
Parque Nacional de Keoladeo é abastecido com água do rio Chambal.

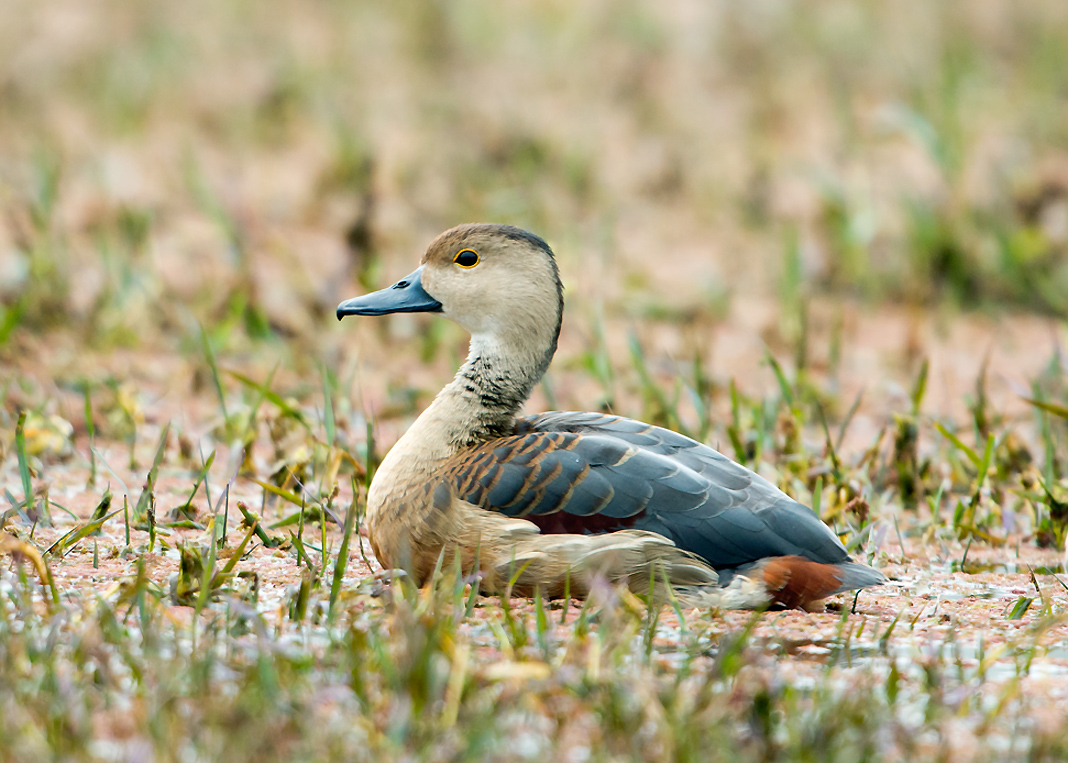
en (Dendrocygna javanica) no Parque Nacional de Keoladeo. A barragem do Chambal é uma área importante para observação de aves.

A área está localizada na zona semiárida do noroeste da Índia, na divisa dos estados de Madhya Pradesh, Rajastão e Uttar Pradesh, e a vegetação consiste em floresta espinhosa de ravina, um subtipo das Florestas Tropicais do Norte. Esse subtipo ocorre tipicamente em áreas menos áridas com 600–700 mm de precipitação anual. Exemplos limitados de Savana Salina/Alcalina de Babul, um tipo de Floresta Decídua Seca Tropical do Norte, também ocorrem. A vegetação ribeirinha perene está completamente ausente, com apenas uma cobertura esparsa ao longo das margens severamente erodidas do rio e das terras de ravina adjacentes.
O trato semiárido em Madhya Pradesh é representado pela bacia do Chambal, estendendo-se até os rios Narmada e Betla. Mais de 1.000 flores foram relatadas, incluindo Terminalia anogeissiana, T. pendula [en], Tectona grandis, Lannea coromandelica, Diospyros melanoxylon, Sterculia urens [en], Mitragyna parviflora [en], Butea monosperma, Phyllanthus emblica, Boswellia serrata, Bridelia squamosa e Hardwickia binata. A composição de espécies nos estratos arbustivo e rasteiro é semelhante à das regiões semiáridas de Gujarat. Algumas trepadeiras da área incluem espécies de Rhynchosia, Atylosia, Cocculus, Cissampelos, Ipomoea, Pergularia daemia, Pueraria tuberosa e Tinospora cordifolia [en].
Arbustos espinhosos ou pequenas árvores comumente encontrados nessa área incluem Capparis deciduas, Capparis sepiaria, Balanites aegyptiaca, Acacia senegal, Vachellia nilotica, V. leucophloea, Neltuma juliflora [en], Butea monosperma, Maytenus emarginata, Tamarix sp., Salvadora persica [en], S. oleoides, Crotalaria medicaginea, C. burhia, Clerodendrum phlomidis [en], Calotropis procera, Xanthium strumarium e Leptadenia pyrotechnica [en], associados a trepadeiras como Maerua oblongifolia, Pergularia daemia [en], Ceropegia bulbosa, ervas como Argemone mexicana, Farsetia hamiltonii, Tephrosia purpurea [en], Cleome viscosa [en], Tribulus terrestris, Glinus lotoides, Sericostoma pauciflorum, Rivea sp., Ipomoea sp., Pedalium murex, Sesamum mulayanum, Lepidagathis sp, Boerhavia diffusa [en], Chrozophora sp., e gramíneas como Cyprus sp., Fimbristylis sp., Brachiaria sp., Cenchrus sp., Dichanthium sp., entre outras.

## Santuário Nacional Chambal

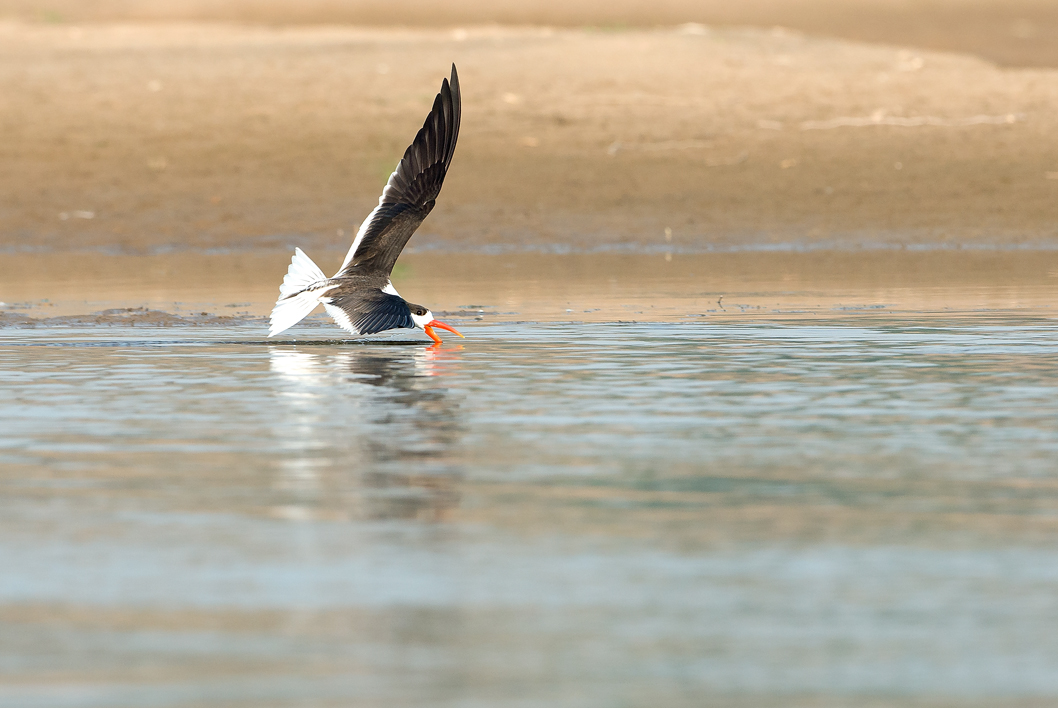
Talha-mar-asiático alimentando-se no rio Chambal.

O Santuário Nacional Chambal [en] está localizado entre 24°55' a 26°50'N e 75°34' a 79°18'E em Dholpur, Rajastão. Ele consiste no grande arco descrito pelo Chambal entre a Represa Jawahar Sagar em Rajastão e a confluência entre Chambal com o Yamuna em Uttar Pradesh. Ao longo desse arco, dois trechos do Chambal são protegidos como Santuário Nacional Chambal: o setor superior, que se estende da represa Jawahar Sagar até a barragem de Kota, e o setor inferior, que se estende de Keshoraipatan em Rajastão até a confluência Chambal-Yamuna em Uttar Pradesh.
O santuário foi instituído para facilitar a restauração da saúde ecológica de um importante sistema fluvial do norte da Índia e fornecer proteção total ao gravemente ameaçado gavial (Gavialis gangeticus).
A aprovação administrativa do Governo da Índia para o estabelecimento do Santuário Nacional Chambal foi concedida na Ordem nº 17-74/77-FRY (WL), de 30 de setembro de 1978. O santuário possui status declarado sob a Seção 18(1) da Lei de Proteção à Vida Selvagem de 1972. Como tal declaração é realizada por estados individuais para territórios sob sua jurisdição, há três notificações separadas cobrindo o Santuário Nacional Chambal: a porção de Madhya Pradesh foi publicada na Notificação do Governo de Madhya Pradesh nº F.15/5/77-10(2), de 20 de dezembro de 1978; a porção de Uttar Pradesh foi publicada na Notificação do Governo de Uttar Pradesh nº 7835/XIV-3-103-78, de 29 de janeiro de 1979; e a porção do Rajastão foi publicada na Notificação do Governo do Rajastão nº F.11(12)Rev.8/78, de 7 de dezembro de 1979.

## Represas no Chambal

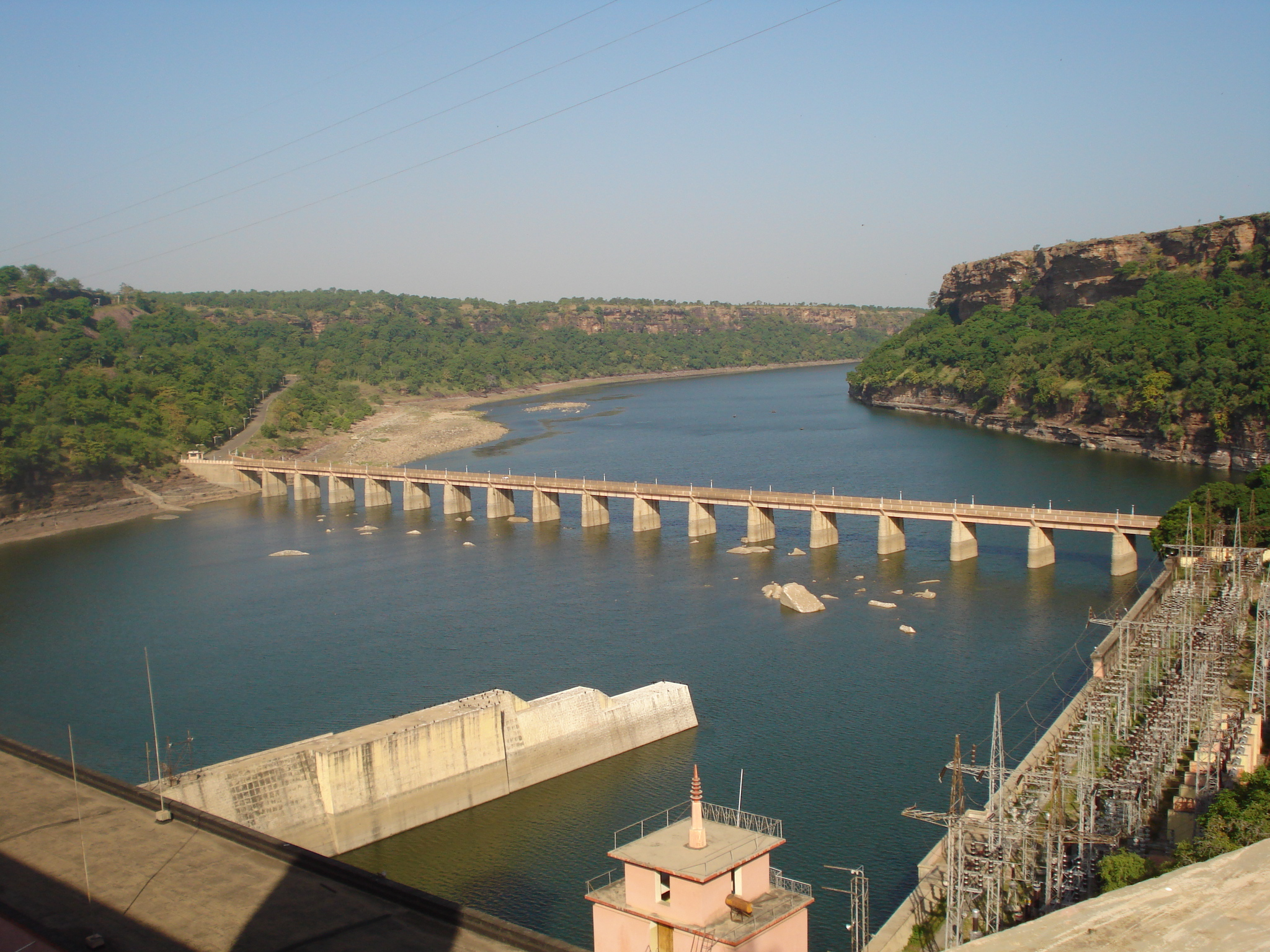
Represa Gandhi Sagar no rio Chambal.

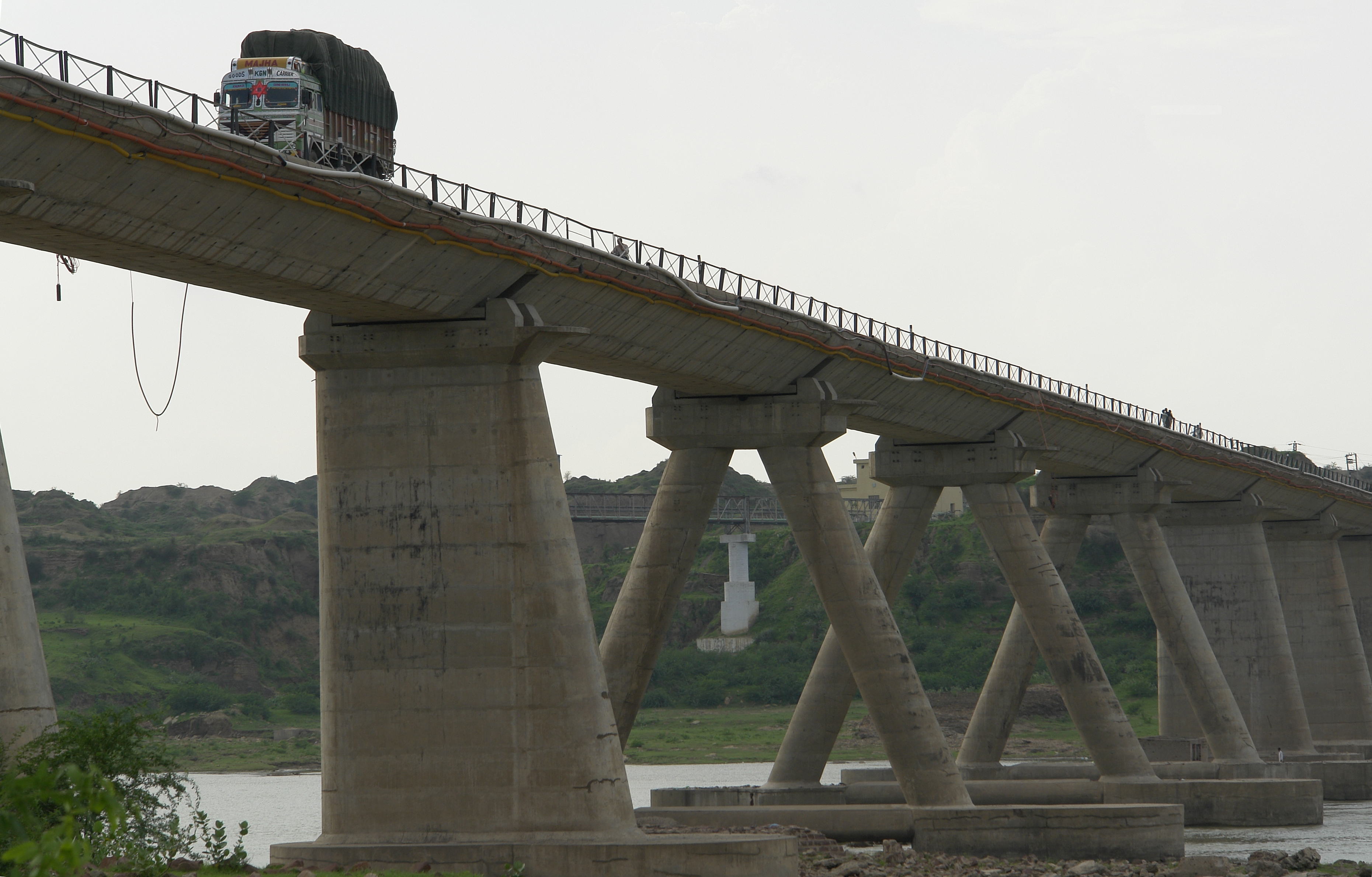
Ponte com a Rodovia Nacional 3 no rio Chambal.

Em um trecho de 96 km, do km 344 ao km 440 a partir de sua nascente, o Chambal flui por uma garganta profunda, enquanto mais abaixo há amplas planícies. A represa Gandhi Sagar está localizada perto do centro desse trecho. Como há uma garganta profunda imediatamente a montante da represa, o reservatório tem uma grande capacidade de armazenamento, apesar de sua altura relativamente baixa. Nos próximos 48 km, o rio flui pelo planalto de Kundal, e a represa Rana Pratap Sagar é construída no final desse trecho. A topografia permite um armazenamento bom a montante da represa. Mais abaixo, a represa Jawahar Sagar está localizada no meio da garganta de Kota. A Barragem de Kota está situada perto da cidade de Kota, onde o rio emerge da seção da garganta para o planalto. A área total drenada pela Barragem de Kota é de 27.319 km².
A represa Gandhi Sagar é a primeira das quatro represas construídas no rio Chambal, localizada na fronteira entre Rajastão e Madhya Pradesh. É uma represa de gravidade de alvenaria com 64 m de altura, com uma capacidade de armazenamento vivo de 6.920 milhões de metros cúbicos (MCM) e uma área de captação de 22.584 km², dos quais apenas 1.537 km² estão em Rajastão. A represa foi concluída em 1960. A estação hidrelétrica compreende cinco unidades geradoras com capacidade de 23 MW cada. A água liberada após a geração de energia é usada para irrigação através da Barragem de Kota.
A represa Rana Pratap Sagar [en] está localizada 52 km a jusante da represa Gandhi Sagar, no rio Chambal, perto de Rawatbhata, no distrito de Chittorgarh, em Rajastão. Foi concluída em 1970 e é a segunda na série de Projetos do Vale do Chambal. Tem 54 m de altura. A usina elétrica está localizada no lado esquerdo do vertedouro e consiste em 4 unidades de 43 MW cada, com uma geração de energia firme de 90 MW a 60% de fator de carga. A área total de captação dessa represa é de 24.864 km², dos quais apenas 956 km² estão em Rajastão. A área de captação livre abaixo da represa Gandhi Sagar é de 2.280 km². A capacidade de armazenamento vivo é de 1.566 MCM.
A represa Jawahar Sagar [en] é a terceira na série de Projetos do Vale do Chambal, localizada 29 km a montante da cidade de Kota e 26 km a jusante da represa Rana Pratap Sagar. É uma represa de gravidade de concreto, com 45 m de altura e 393 m de comprimento, gerando 60 MW de energia com uma capacidade instalada de 3 unidades de 33 MW. A obra foi concluída em 1972. A área total de captação da represa é de 27.195 km², dos quais apenas 1.496 km² estão em Rajastão. A área de captação livre abaixo da represa Rana Pratap Sagar é de 2.331 km².
A Barragem de Kota é a quarta na série de Projetos do Vale do Chambal, localizada a cerca de 0,8 km a montante da cidade de Kota, em Rajastão. A água liberada após a geração de energia nas represas Gandhi Sagar, Rana Pratap Sagar e Jawahar Sagar é desviada pela Barragem de Kota para irrigação em Rajastão e Madhya Pradesh através de canais nos lados esquerdo e direito do rio. A obra foi concluída em 1960. A área total de captação da Barragem de Kota é de 27.332 km², dos quais a área de captação livre abaixo da represa Jawahar Sagar é de apenas 137 km². A capacidade de armazenamento vivo é de 99 MCM. É uma represa de aterro com um vertedouro de concreto. Os canais principais direito e esquerdo têm uma capacidade de descarga de cabeceira de 188 e 42 m³/s, respectivamente. O comprimento total dos canais principais, ramais e sistema de distribuição é de cerca de 2.342 km, atendendo uma área de 2.290 km² de área de cultivo. A barragem opera 18 comportas para controlar o fluxo de água de enchentes e canais a jusante, e serve como ponte entre as partes de Kota em ambos os lados do rio.

## Significado histórico
O nome antigo do Chambal era Charmanvati (em sânscrito: चर्मण्वती), que significa "rio em cujas margens o couro é seco". Com o tempo, esse rio tornou-se famoso como o rio do "charman" (pele) e foi nomeado Charmanvati.
O épico sânscrito Mahabharata refere-se ao rio Chambal como Charmanvati: originado do sangue de milhares de animais sacrificados pelo rei Rantideva.
"Tão grande foi o número de animais sacrificados no Agnihotra daquele rei que as secreções fluindo de sua cozinha, das pilhas de peles depositadas ali, causaram um verdadeiro rio que, por essa circunstância, passou a ser chamado de Charmanwati."
Segundo o folclore, a área do Chambal fazia parte do reino de Shakuni [en], e o jogo de dados foi praticado nas proximidades. Após a tentativa de despir Draupadi (filha de Drupada), ela amaldiçoou qualquer um que bebesse a água do rio Charmanwati. Acredita-se que, devido à maldição de Draupadi, o Chambal tenha permanecido não poluído pelo homem, permitindo que seus muitos habitantes animais prosperassem relativamente intocados. O Chambal continua sendo um dos rios mais pristinos da Índia.